# Hervormde kerk (Heerewaarden)
De Hervormde kerk is de protestantse kerk van Heerewaarden, gelegen aan Hogestraat 20.

## Geschiedenis
In 997 werd Heerewaarden door keizer Otto III geschonken aan Notger, bisschop van Luik. Toen werd een kerk gesticht te Heerewaarden, maar eerder zou er ook een klooster geweest zijn. Bij de introductie van de Reformatie, plaatsvindend na de herovering van Fort Sint-Andries en Heerewaarden door de Staatsen, speelde de plaatselijke pastoor, Jan Aertsen Wonder, een rol. Hij ging omstreeks 1600, wellicht al eerder, tot de calvinistische godsdienst over, samen met een groot deel van zijn parochianen. Hij werd predikant en bleef dat tot 1615.
De oude kerk was verwoest door de troebelen. Daarom werd omstreeks 1605 een nieuwe kerk gebouwd. In de eerste helft van de 19e eeuw raakte deze in verval. Ook waren er klachten omtrent de nadelige uitwasemingen des zomers in de kerk, ten gevolge van de bijzettingen die er nog steeds plaatsvonden. In 1849 werd daarom een nieuwe kerk gebouwd, met bakstenen van de plaatselijke baksteenfabrikant, Ambrosius genaamd. De kerk werd in 1850 in gebruik genomen.

## Gebouw
Het is een bakstenen zaalkerk met neogotische en neoclassicistische invloeden. Er is een vierkant bakstenen geveltorentje, geflankeerd door een ingezwenkte topgevel en bekroond met een achtkante ingesnoerde naaldspits.
De kerk bezit een preekstoel van 1738 in Lodewijk XIV-stijl. Het orgel is van 1897 en werd gebouwd door de Arnhemse firma Leichel & Zn.

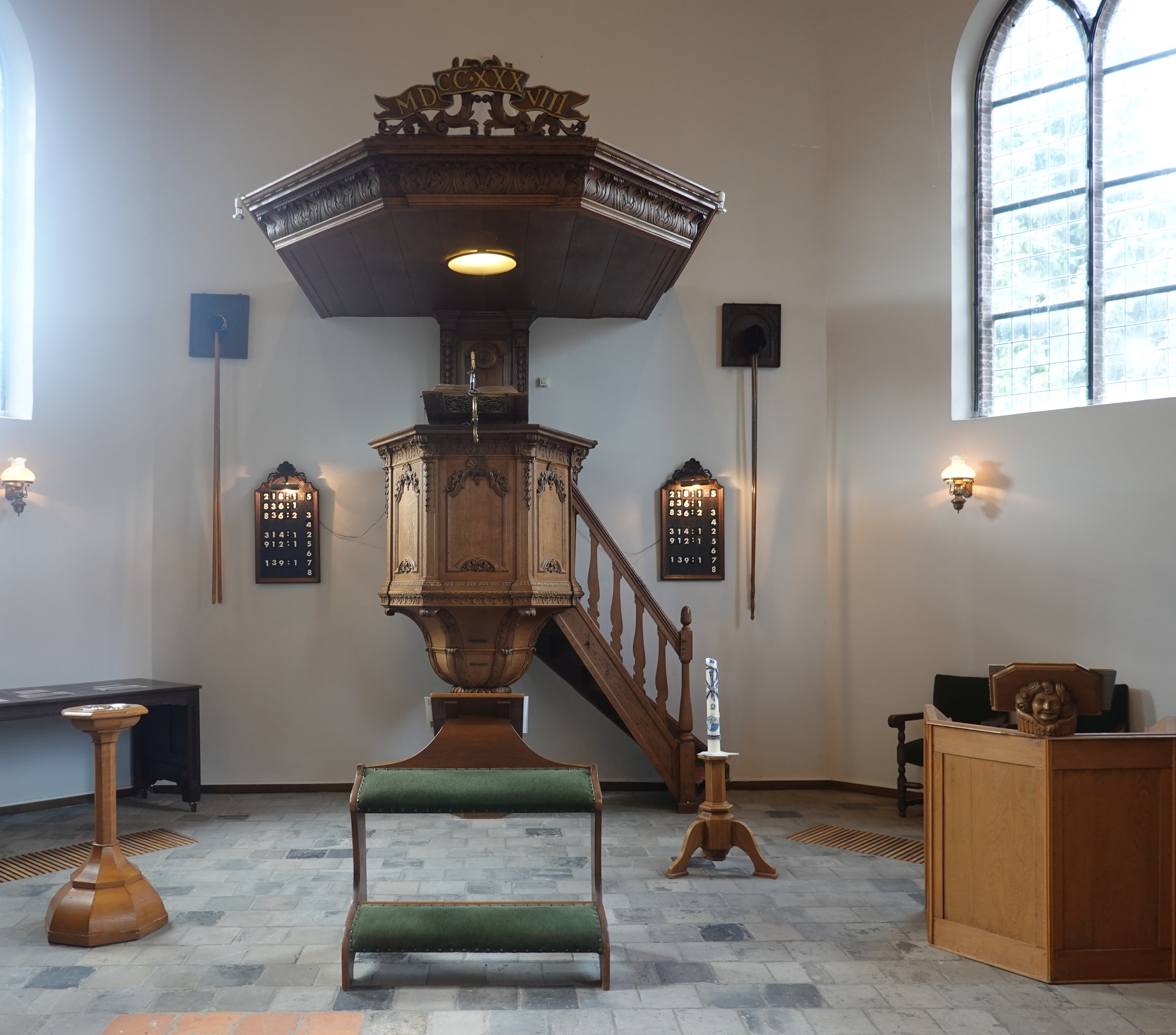
preekstoel
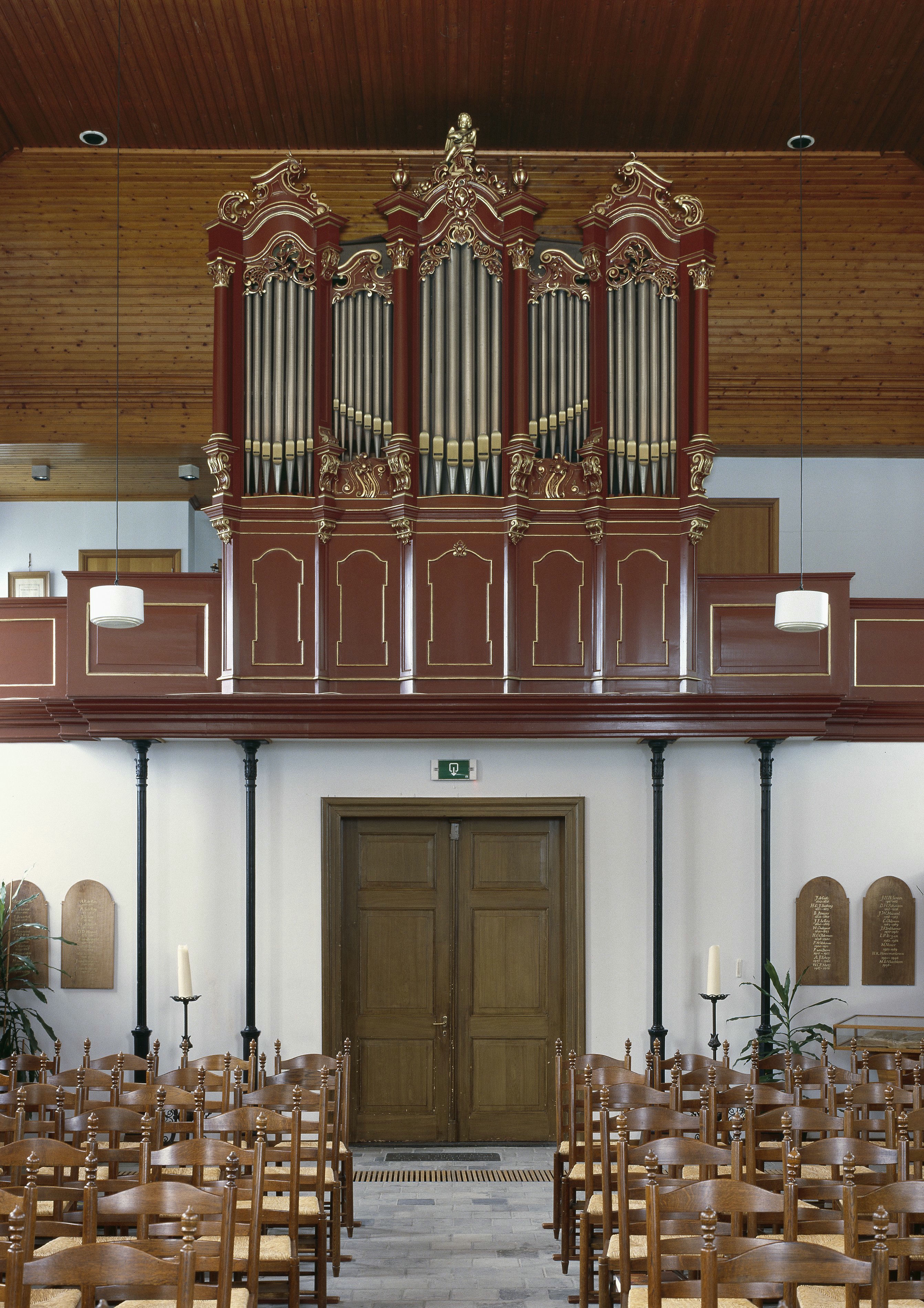
orgel
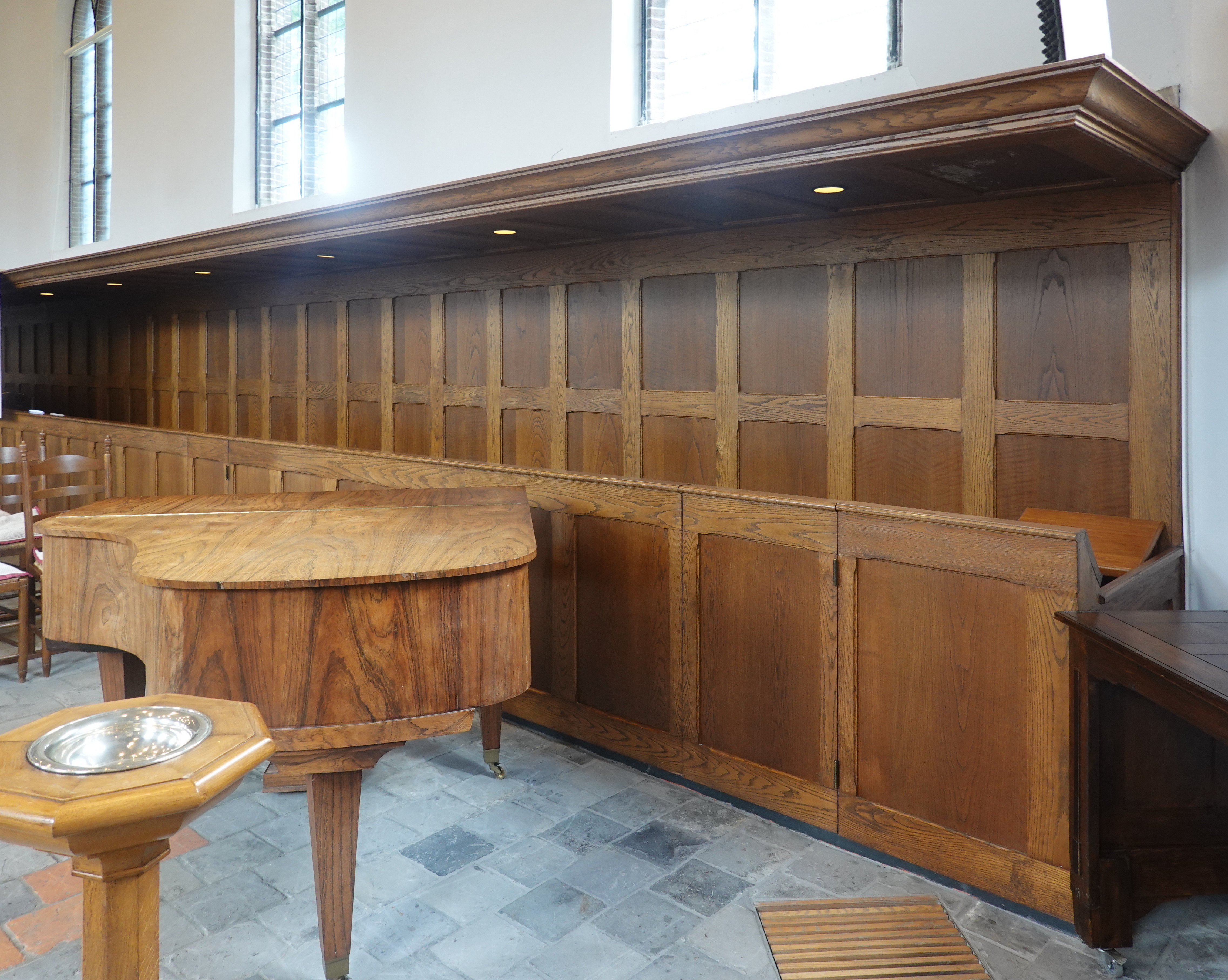
heerenbank